# 日本の太陽光発電所
| 主要な発電所               |
| -------------------------- |
| 日本の火力発電所一覧       |
| 日本の原子力発電所一覧     |
| 日本の水力発電所一覧       |
| その他                     |
| 日本の地熱発電所一覧       |
| 日本の風力発電所一覧       |
| 日本の太陽光発電所一覧     |
| 日本のバイオマス発電所一覧 |
| 日本の廃棄物発電所一覧     |

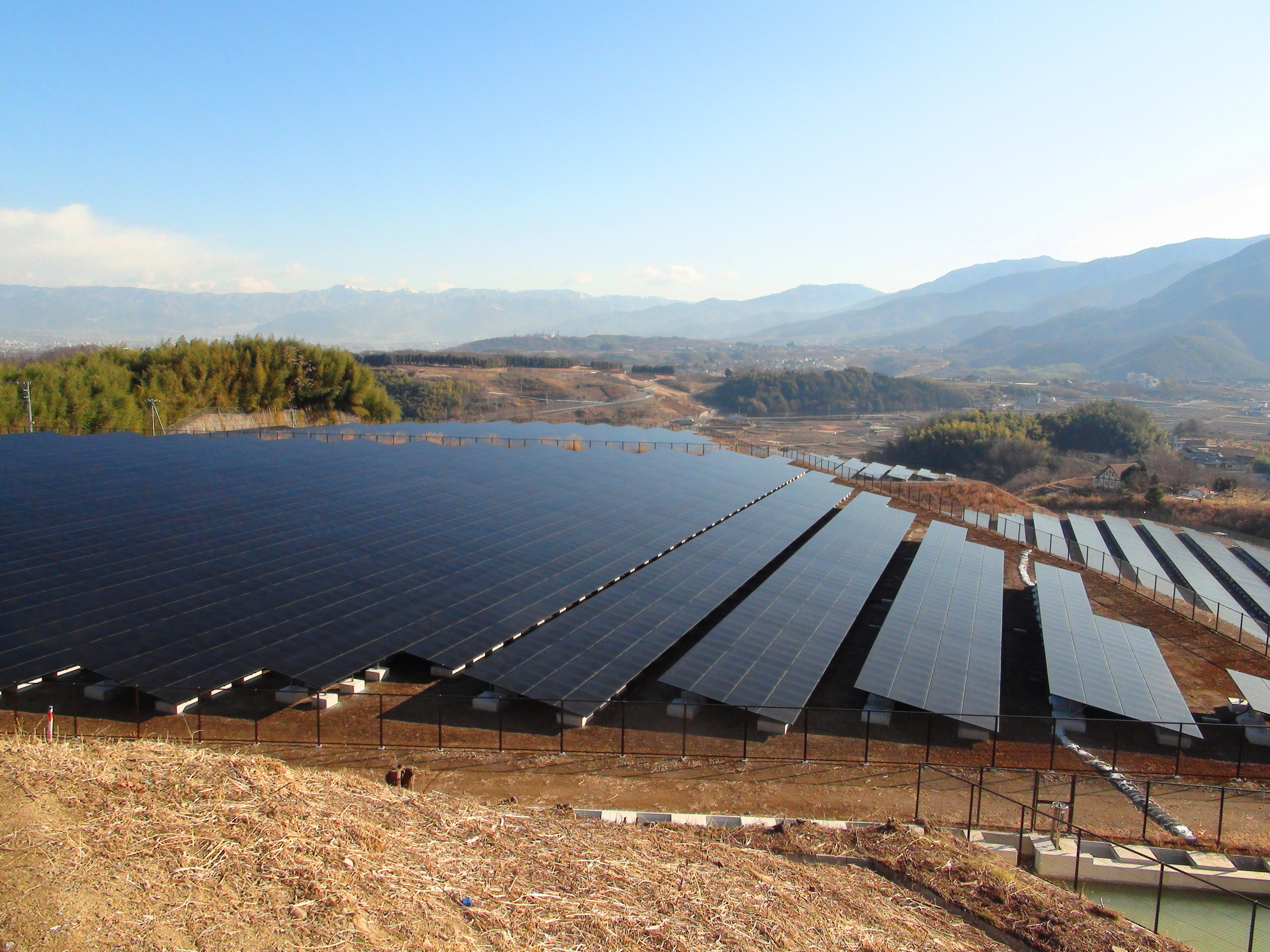
米倉山太陽光発電所

日本の太陽光発電所（にほんのたいようこうはつでんしょ）では、日本の太陽光発電所の歴史、現状、予定について説明する。大規模な発電所はソーラーファーム (solar farm) やソーラーパーク (solar park) と呼ばれる。出力が1MW（メガワット）(1,000kW) 以上の施設は一般的にメガソーラーと称されている。2010年以降、他の火力発電所、原子力発電所に比べメンテナンスが容易、建物屋上にも設置できるなどの利点から電力会社以外の一般企業・自治体が、売電用または自家発電用に太陽光発電設備を建設する事例が増加している一方、下記に述べるように環境破壊や災害の一因となっており問題となっている。

## 概要
2022年現在、合計出力1MW以上の発電施設は、稼働中のものと建設・計画中のものを合わせて日本国内に9000か所以上存在する。
2022年6月現在、日本最大の出力である太陽光発電所は作東メガソーラー発電所である。
なお、地区内の公共施設やニュータウンの住宅街区のそれぞれの住宅の屋根に太陽光パネルを設置するプロジェクトにおいて、合計出力が1,000kWを超えるものを地域全体として「メガソーラー」と称する例があるが、通常これはメガソーラーとはみなされない。しかし、例えば1つの工場において、隣接する建物の屋根の太陽光発電設備の出力合計が1,000kWを超えるとメガソーラーとみなされるため、基準は曖昧である。

## 歴史
日本では2003年度に導入されたRPS制度や助成金・補助金などで太陽光発電の普及が進められてきた。
導入量でかつて世界一だったが、補助金の停止で導入が一時的に停滞し、ドイツとスペインに抜かれた。2009年1月に補助金制度が再開されたが、割高なコストが普及を妨げ、2009年度の年間発電電力量のうち、水力発電を除く再生可能エネルギーの占める割合はわずか1%であった。
政府は地球温暖化対策や日本の競争力強化、エネルギーセキュリティー向上のために再生可能エネルギー導入を推進する政策を少しずつ導入していた。2009年11月から、RPS制度よりコスト低減効果が高い仕組みとして、太陽光発電の余剰電力買取制度が導入され、自家消費分をのぞく余剰電力の買取が電力会社に義務付けられた。主な対象は住宅用の小規模な設備(10kW未満)であり、徐々に普及していた。節電意識向上などの利点があり、全量買取への移行には既存導入家屋で新たに配線工事が必要となること等が考慮され、住宅用の太陽光発電については、現行の余剰電力買取制度が継続されることになった。

### エネルギー政策の転換
低炭素社会を目指す機運の中、2008年から政府は太陽光発電導入推進を目指し、メガソーラー等の導入支援などの政策を行った。2011年3月11日の東北地方太平洋沖地震とそれによって起きた福島第一原子力発電所事故を受けて、当時の民主党政府は原子力発電重視のエネルギー政策を抜本的に見直し、再生可能エネルギーの開発を加速する方針を打ち出した。7月13日に当時の菅直人首相は会見において「原発に依存しない社会を目指すべき」と発言し、後を継いだ野田佳彦首相は「長期的に『脱原発依存』の社会を目指す」と発言した。
2012年から事業目的の全量固定価格買い取りが始まり、太陽光発電、特に諸外国と比べて遅れていたメガソーラーを拡充する方針になっている。日本では太陽光発電市場の8割を住宅用が占めているが、ドイツ、イタリア、フランス、スペイン、アメリカなどと同様に、非住宅建物用・電力事業用のシステム需要も拡大しつつある。

### 制度改革
行政刷新会議や国家戦略室が、エネルギーに関する法制度・規制の改革を推進している。

#### 再生エネルギー共通の制度改革
全量固定価格買い取り制度の導入
全量固定価格買い取り制度 (FIT:Feed-in Tariff) は、非住宅用・発電事業用の太陽光発電、さらに風力発電、地熱発電、中小水力発電、バイオマス発電で発電した電力の全量について、政府が決定した価格で買い取ることを電力会社に義務づける仕組みである。菅政権が閣議決定した新成長戦略では、この制度が「21の国家戦略プロジェクト」の1つになり、再生可能エネルギーの市場を10兆円に拡大する目標が掲げられた。2009年末から検討され、2011年2月に報告書がまとまり、制度の大枠が固まった。同年4月5日、特別措置法案が国会に提出され、各党による協議・修正を経て、8月23・26日、再生可能エネルギー買取法が可決・成立し、制度が2012年7月1日より開始された。経済産業省は太陽光発電の導入が進むことや、需要の増加と技術革新によりシステム価格が低下することを期待している。実際、この制度の開始によって安定した収益が見込めるとして参入を計画する企業がある。
耕作放棄地の活用
農山漁村の耕作放棄地を計画的に集約して太陽光発電、風力発電、木質バイオマス発電の利用を促すための法案が検討されている。耕作地と耕作放棄地が混在している地域では、大規模な発電所の建設が難しいため、耕作放棄地を集約する必要がある。農林地や漁港・周辺水域の利用に支障をきたさないよう電源開発を計画的に進めることがこの法案の目的である 。
- 市町村が電源開発と農林漁業を両立できるような「基本計画」を策定し、発電設備の整備促進区域を設定する。
- 発電事業者はこの計画に沿って「設備整備計画」をまとめ、市町村に申請する。
- 計画が認定されると、耕作地と耕作放棄地の所有権が交換され、まとまった発電所用地を確保できる。また、関係法令の行政手続きを一括して行える。
- 耕作地で生産費用を削減できる。また、売電収入の一定割合を農林漁業者が受け取れるようになる。

#### 太陽光発電関連の制度改革
電気事業法上の保安規制の見直し
電気事業法の施行規則が改正され、保安規制が緩和される。
- 大規模な太陽光発電施設に求められる工事計画届出および使用前安全管理検査が不要となる範囲を、500kWまでから2,000kWまでに緩和
- 太陽光発電の特性を踏まえ、使用前安全管理検査における負荷遮断試験等の試験方法を合理化

工場立地規制の緩和・規制対象外へ
メガソーラーの立地に適用される工場立地法の準則が2012年1月31日に一部改正された。業種区分第5種「電気供給業」では、生産施設、緑地・環境施設、その他施設の面積の割合の上限が、それぞれ敷地面積の50%、25%、25%までと定められているが、第9種として太陽光発電所施設が追加され、生産施設の面積の上限が50%から75%に緩和された。この規制は立地制約になっていると指摘されていた。同年3月9日に枝野幸男経済産業大臣は、7月までに売電用太陽光発電設備を未利用地や工場敷地以外の施設に設置する場合は、工場立地法の対象外とし、工場立地法の届出と緑化義務を不要とする方針を示した。また、工場敷地内に設置する際、発電の用途や設置主体にかかわらず太陽光発電施設を環境施設と位置付ける 。土地代の高い都市部の工業地帯などでも「屋根貸し」による発電事業の採算性が向上する。
電力供給計画への算入
電気事業連合会は、夏季の電力需要ピーク時に太陽光発電設備の定格出力の10%程度が余剰電力として電力系統に送電されるとの試算を公表した。これを受けて、経済産業省は電力供給計画への組み入れを認めることを決めた。2012年度から電力各社は自社と管内の企業などが保有する太陽光発電設備の出力を供給力に算入する。

## 資源量

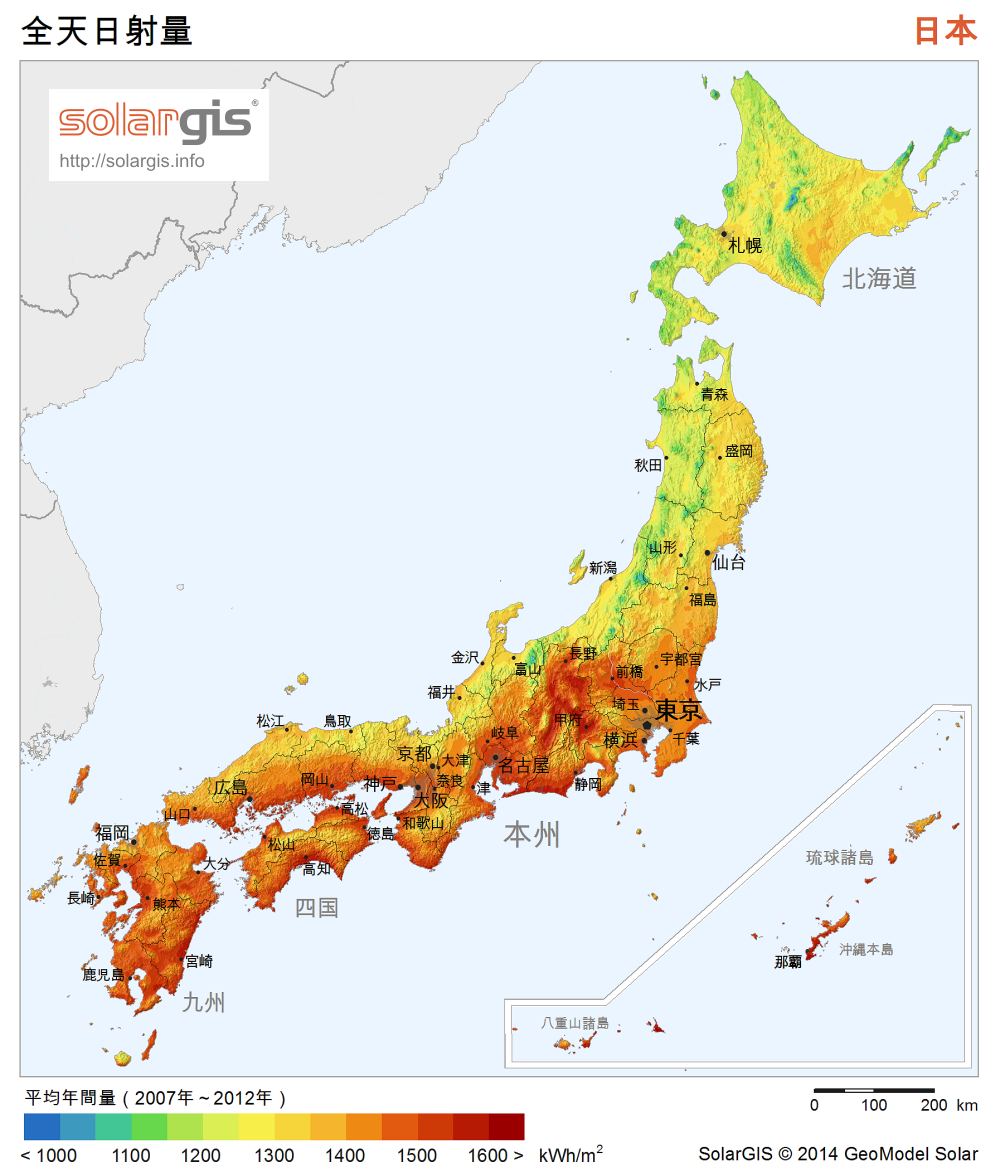
日本の太陽光発電ポテンシャル

## 経済性

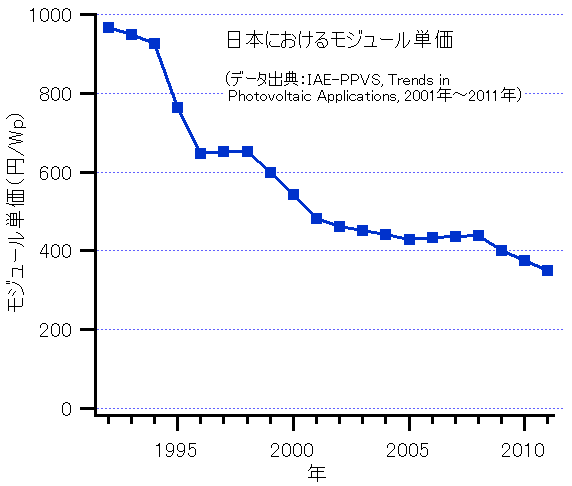
日本におけるモジュール単価の推移

安価な中国製品の流入により、世界的に太陽光パネルの価格は下落しているが、日本市場のシステム価格は他国より高く、コストの引き下げが課題である。100kW級システムの場合、太陽電池モジュールは約3割、架台・ケーブル・工事費用は約6割、パワーコンディショナー・接続箱は約5割、ドイツより割高とされる。住宅用の工事費は下がってきているが、非住宅用はオーダーメイドであるためあまり下がっていない。
セル・モジュール
太陽電池セル・モジュールの生産では、経験効果が働くため、導入量が増えるほど価格が下がる。また、生産規模を拡大すると単価が安くなる規模の経済性がある。
システムインテグレーション
欧米市場では独立系のシステムインテグレーターとシステムインテグレーション(SI)も兼業するセル・モジュールメーカーの存在感が大きい。システムインテグレーターは、パネルに加えて、インバータ、架台・ジャンクションボックス・ケーブル等の周辺機器（BOS: en:balance of systemと総称される）を世界各地から大量に調達しているため、価格交渉力が強く、低価格システムを構築している。日本でも、システムの設計、建設地の選定、地元や電力会社との調整、工程管理、法令遵守など、プロジェクトマネジメントの能力を持つシステムインテグレーターが育てば、システム価格が低下していくと考えられる。

## 産業

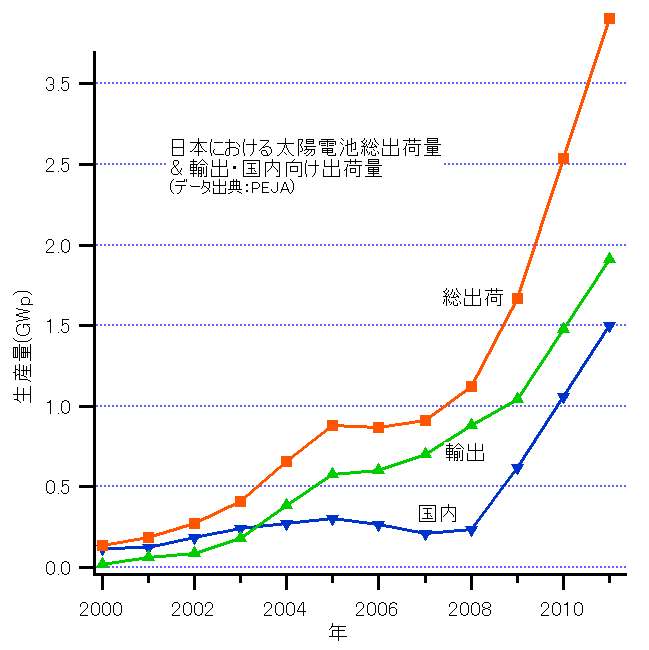
日本における太陽電池の出荷状況

2005年頃まで、シャープ、京セラ、三洋電機、三菱電機など日本のセル・モジュールメーカーが世界シェアの約半分を占めていたが、その後シェアを失った。中国・台湾系の専業メーカーがIPOで得た資金で設備投資を拡大し、欧州を中心とするメガソーラー市場で一気に成長したためである。2010年の世界トップ25社のうち11社が中国企業であった。また、参入障壁が高いとされてきた国内の住宅用太陽光市場でも外資の参入で日本企業のシェアが低下している。急激に生産能力が増強されたため、供給超過に陥っており、今後淘汰が進む可能性がある。
このような産業構造の変化が起きた原因は、太陽電池セル製造用装置のメーカーがターンキーソリューションとして新興国（特に中国）のメーカーに供給している一貫製造ラインである。これを買えばパネルを生産できるようになり、新規参入しやすくなった。発電効率以外では差別化しにくくなり、加工組立で営業利益を確保できなくなるスマイルカーブ化が業界全体で進んでいる。メーカー各社は、提携・合弁・買収によって、より付加価値の高いシステムインテグレーション (SI) や独立発電事業 (IPP, independent power producer) に進出し、生き残ろうとしている。SIは、資金調達、設計・調達・建設 (EPC, Engineering, procurement and construction)、運転・保守 (O&M) などを一括で請け負うサービスで、品質保証や性能保証などで差別化している。特にメガソーラーは一品一様であるため、サービスが創出する付加価値が大きい。

## 日本の太陽光発電所一覧
| 発電所名                                   | 総出力(MW) | 運転開始日 | 所在地                         | 事業主                                       |
| ------------------------------------------ | ---------- | ---------- | ------------------------------ | -------------------------------------------- |
| ユーラス白糠ソーラーパーク                 | 30.0       | 2014年2月  | 北海道白糠町                   | 株式会社ユーラスエナジー白糠                 |
| ソフトバンク苫東安平ソーラーパーク         | 111.0      | 2015年12月 | 北海道安平町                   | 苫東安平ソーラーパーク株式会社               |
| シャープ苫東の森太陽光発電所               | 45.6       | 2016年1月  | 北海道苫小牧市                 | 合同会社苫小牧ソーラーエナジー               |
| 苫小牧メガソーラー第一発電所               | 38.4       | 2018年7月  | 北海道苫小牧市                 | GPDさくらソーラー株式会社                    |
| Looop中標津太陽光発電所                    | 31.6       | 2019年9月  | 北海道中標津町                 | 中標津ソーラー合同会社                       |
| すずらん釧路町太陽光発電所                 | 92.2       | 2020年2月  | 北海道釧路町                   | GPDすずらんソーラー株式会社                  |
| GPD尾幌太陽光発電所                        | 31.6       | 2020年3月  | 北海道厚岸町                   | 厚岸グリーン電力合同会社                     |
| ソフトバンク苫東安平ソーラーパーク2        | 64.6       | 2020年7月  | 北海道安平町                   | 苫東安平ソーラーパーク2株式会社              |
| ソフトバンク八雲ソーラーパーク             | 102.3      | 2020年10月 | 北海道八雲町                   | 北海道八雲ソーラーパーク合同会社             |
| ユーラス六ヶ所ソーラーパーク               | 115.0      | 2015年10月 | 青森県六ヶ所村                 | 株式会社ユーラス六ヶ所太陽光                 |
| 青森太陽光発電所                           | 30.0       | 2016年6月  | 青森県青森市                   | 合同会社NRE-01インベストメント               |
| 上北六ヶ所太陽光発電所                     | 71.0       | 2017年5月  | 青森県六ヶ所村                 | 未来創電上北六ヶ所株式会社                   |
| 軽米西ソーラー発電所                       | 48.0       | 2019年7月  | 岩手県軽米町                   | 合同会社軽米西ソーラー                       |
| 軽米東ソーラー発電所                       | 80.8       | 2019年12月 | 岩手県軽米町                   | 合同会社軽米東ソーラー                       |
| 軽米尊坊ソーラー発電所                     | 40.8       | 2022年10月 | 岩手県軽米町                   | 合同会社軽米尊坊ソーラー                     |
| 岩手宮古メガソーラー発電所                 | 32.9       | 2020年6月  | 岩手県宮古市・山田町           | Sun Station Hikari VI合同会社                |
| 古川メガソーラー発電所                     | 56.9       | 2016年12月 | 宮城県大崎市                   | パシフィコ・エナジー大崎合同会社             |
| 大和富谷メガソーラー発電所                 | 38.0       | 2018年10月 | 宮城県大和町・富谷市           | ディー・ティーエナジー合同会社               |
| 仙台大倉山太陽光発電所                     | 38.0       | 2018年11月 | 宮城県仙台市                   | 仙台大倉GD第一合同会社                       |
| 亘理太陽光発電所                           | 79.5       | 2019年3月  | 宮城県亘理町                   | 山佐株式会社                                 |
| 宮城大郷ソーラーパーク                     | 51.6       | 2021年10月 | 宮城県大郷町                   | 宮城大郷ソーラーパーク合同会社               |
| 由利本荘市ソーラーパーク                   | 31.6       | 2018年12月 | 秋田県由利本荘市               | 合同会社伊東ソーラーデベロップメント         |
| レナトス相馬ソーラーパーク発電所           | 52.5       | 2017年6月  | 福島県相馬市                   | 合同会社レナトス相馬ソーラーパーク           |
| SK白河太陽光発電所                         | 30.0       | 2017年6月  | 福島県白河市                   | ES NPV1合同会社                              |
| 富岡復興メガソーラー・SAKURA               | 30.0       | 2017年11月 | 福島県富岡町                   | 富岡復興エナジー合同会社                     |
| 福島S13太陽光発電所                        | 33.4       | 2017年12月 | 福島県白河市                   | ディー・ティーエナジー合同会社               |
| 南相馬真野右田海老太陽光発電所             | 59.9       | 2018年3月  | 福島県南相馬市                 | ソーラーパワー南相馬・鹿島株式会社           |
| 富岡復興ソーラー高津戸・清水前太陽光発電所 | 33.0       | 2018年4月  | 福島県富岡町                   | 株式会社さくらソーラー                       |
| 南相馬原町東太陽光発電所                   | 32.3       | 2018年12月 | 福島県南相馬市                 | ソーラーパワー南相馬・原町株式会社           |
| IP福島小野町ソーラー発電所                 | 32.8       | 2019年11月 | 福島県小野町                   | IP福島小野町ソーラー発電合同会社             |
| アコーディア・ソーラー福島富岡発電所       | 34.7       | 2019年12月 | 福島県富岡町                   | 株式会社アコーディア・ソーラー福島富岡       |
| 西の郷ソーラーパーク                       | 44.0       | 2020年1月  | 福島県西郷村                   | 合同会社西の郷ソーラーパーク                 |
| 福島石川太陽光発電所                       | 37.0       | 2020年1月  | 福島県石川町                   | リソルホールディングス株式会社               |
| 浪江酒井第一・第二太陽光発電所             | 60.0       | 2020年2月  | 福島県浪江町                   | 合同会社浪江酒井ソーラー                     |
| 白河ソーラーパーク                         | 73.9       | 2021年11月 | 福島県白河市                   | 合同会社白河ソーラーパーク                   |
| 水戸ニュータウン・メガソーラーパーク       | 44.4       | 2015年1月  | 茨城県水戸市・城里町           | 水戸ニュータウン・メガソーラーパーク合同会社 |
| 袋田太陽光発電所                           | 31.6       | 2015年9月  | 茨城県大子町                   | ディー・ティーエナジー合同会社               |
| 水戸太陽光発電所                           | 40.4       | 2016年9月  | 茨城県水戸市                   | 合同会社NRE-17インベストメント               |
| SJソーラーつくば発電所                     | 35.0       | 2017年4月  | 茨城県つくば市                 | 株式会社SJソーラーつくば                     |
| 常陸大宮太陽光発電所                       | 41.0       | 2020年3月  | 茨城県常陸大宮市               | 合同会社NRE-19インベストメント               |
| NRE矢板太陽光発電所                        | 41.0       | 2018年5月  | 栃木県矢板市                   | 合同会社NRE-18インベストメント               |
| 鬼怒川森林太陽光発電事業所                 | 35.1       | 2018年5月  | 栃木県塩谷町                   | 合同会社鬼怒川ソーラー                       |
| いちご昭和村生越ECO発電所                  | 43.3       | 2017年9月  | 群馬県利根村                   | いちご昭和村生越ECO発電所合同会社            |
| 富津ソーラー発電所                         | 40.4       | 2014年7月  | 千葉県富津市                   | 株式会社富津ソーラー                         |
| 鴨川みらいソーラー太陽光発電所             | 31.2       | 2015年1月  | 千葉県鴨川市                   | 鴨川みらいソーラー合同会社                   |
| グリーンパワー富津太陽光発電所             | 42.2       | 2016年2月  | 千葉県富津市                   | 合同会社グリーンパワ富津                     |
| SGET木更津メガソーラー発電所               | 32.0       | 2018年12月 | 千葉県木更津市                 | SGET木更津メガソーラー合同会社               |
| 君津メガソーラー発電所                     | 33.5       | 2018年     | 千葉県君津市                   | 君津メガソーラー合同会社                     |
| 勝浦植野メガソーラー発電所                 | 32.1       | 2019年12月 | 千葉県勝浦市                   | 合同会社KSパワー1                            |
| 石川沢川太陽光発電所                       | 59.5       | 2018年12月 | 石川県宝達志水町・富山県高岡市 | FS Japan Project 12合同会社                  |
| 諏訪ゴルフメガソーラー発電所               | 46.8       | 2017年12月 | 長野県諏訪市                   | SUN・SUWA合同会社                            |
| 美並メガソーラー発電所                     | 54.8       | 2019年7月  | 岐阜県郡上市                   | パシフィコ・エナジー美並合同会社             |
| ソフトバンク浜松中開ソーラーパーク         | 43.4       | 2017年2月  | 静岡県浜松市                   | 浜松中開ソーラーパーク株式会社               |
| たはらソーラー・ウインド発電所             | 50.0       | 2014年10月 | 愛知県田原市                   | 楽天信託株式会社                             |
| たはらソーラー第一発電所                   | 40.2       | 2015年3月  | 愛知県田原市                   | たはらソーラー合同会社                       |
| たはらソーラー第二発電所                   | 40.7       | 2015年3月  | 愛知県田原市                   | たはらソーラー合同会社                       |
| 豊田メガソーラー発電所                     | 62.1       | 2020年3月  | 愛知県豊田市                   | パシフィコ・エナジー豊田合同会社             |
| 木曽岬干拓地メガソーラー発電所             | 49.1       | 2014年12月 | 三重県桑名市                   | 木曽岬メガソーラー株式会社                   |
| オリックス51M津メガソーラー発電所          | 51.0       | 2016年5月  | 三重県津市                     | ORソーラー・エイト合同会社                   |
| 宮リバー度会ソーラーパーク                 | 72.0       | 2023年5月  | 三重県度会町                   | 合同会社宮リバー度会ソーラーパーク           |
| 米原太陽光発電所                           | 31.6       | 2025年1月  | 滋賀県米原市                   | ヴィーナ・エナジー                           |
| 淡路貴船太陽光発電所                       | 30.0       | 2014年12月 | 兵庫県淡路市                   | 株式会社淡路貴船太陽光発電所                 |
| ユーラス津名東ソーラーパーク               | 33.5       | 2015年6月  | 兵庫県淡路市                   | 株式会社ユーラスエナジー淡路                 |
| 播州メガソーラー発電所                     | 76.8       | 2023年1月  | 兵庫県赤穂郡                   | パシフィコ・エナジー播州メガソーラー合同会社 |
| 三田メガソーラー発電所                     | 121.1      | 2023年8月  | 兵庫県三田市                   | 株式会社パシフィコ・エナジー                 |
| ソフトバンク鳥取米子ソーラーパーク         | 42.9       | 2014年2月  | 鳥取県米子市                   | 鳥取米子ソーラーパーク株式会社               |
| 久米南メガソーラー発電所                   | 32.3       | 2016年3月  | 岡山県久米南町                 | パシフィコ・エナジー久米南合同会社           |
| 美作武蔵メガソーラー発電所                 | 42.0       | 2016年7月  | 岡山県美作市                   | パシフィコ・エナジー美作武蔵合同会社         |
| 新岡山太陽光発電所                         | 37.7       | 2017年1月  | 岡山県岡山市                   | 新岡山ソーラー株式会社                       |
| 瀬戸内Kirei太陽光発電所                    | 235.0      | 2018年10月 | 岡山県瀬戸内市                 | 瀬戸内Kirei未来創り合同会社                  |
| 美咲メガソーラー発電所                     | 34.0       | 2019年6月  | 岡山県美咲町                   | 合同会社ITソーラー3                          |
| 作東メガソーラー発電所                     | 257.7      | 2019年12月 | 岡山県美作市                   | パシフィコ・エナジー作東合同会社             |
| 岡山県新見市太陽光発電所                   | 36.4       | 2020年2月  | 岡山県新見市                   | 日立グリーンエナジー株式会社                 |
| 旧新美称カントリー倶楽部太陽光発電所       | 56.3       | 2018年5月  | 山口県美祢市                   | SS MINE合同会社                              |
| 西条小松太陽光発電所                       | 33.7       | 2015年6月  | 愛媛県西条市                   | 西条小松太陽光発電所共同経営事業組合         |
| 高知ソーラー発電所                         | 33.7       | 2017年2月  | 高知県香美市                   | 高知ソーラー合同会社                         |
| 高知室戸メガソーラー発電所                 | 30.2       | 2019年9月  | 高知県室戸市                   | 合同会社高知室戸ソーラーパワー               |
| 高田屋ひびき第1・第2発電所                 | 43.0       | 2015年8月  | 福岡県北九州市                 | 株式会社高田屋                               |
| SOL de 大村 箕島                           | 30.0       | 2016年8月  | 長崎県大村市                   | 長崎ソーラーエナジー合同会社                 |
| CS益城町発電所                             | 47.6       | 2017年6月  | 熊本県益城町                   | ティーダ・パワー01合同会社                   |
| 矢護山発電所                               | 39.9       | 2018年10月 | 熊本県大津町                   | 山佐産業株式会社                             |
| JRE阿蘇高森太陽光発電所                    | 62.5       | 2022年5月  | 熊本県高森町                   | JRE阿蘇高森合同会社                          |
| JRE山都高森太陽光発電所                    | 79.9       | 2022年9月  | 熊本県山都町                   | JRE山都高森合同会社                          |
| 大分ソーラーパワー                         | 82.0       | 2014年3月  | 大分県大分市                   | 大分メガソーラー合同会社                     |
| 大分日吉原太陽光発電所                     | 44.8       | 2016年3月  | 大分県大分市                   | 大分日吉原ソーラー株式会社                   |
| SGET宇佐メガソーラー発電所                 | 50.0       | 2019年1月  | 大分県宇佐市                   | SGETみやこメガソーラー合同会社               |
| Sonnedix Oita Solar                        | 38.6       | 2020年3月  | 大分県大分市                   | Oita Solar合同会社                           |
| 細江メガソーラー発電所                     | 96.2       | 2018年2月  | 宮崎県宮崎市                   | パシフィコ・エナジー細江合同会社             |
| 宮崎日向第2太陽光発電所                    | 35.4       | 2020年3月  | 宮崎県日向市                   | 山佐株式会社                                 |
| 鹿児島七ツ島メガソーラー発電所             | 78.8       | 2013年11月 | 鹿児島県鹿児島市               | 鹿児島メガソーラー発電株式会社               |
| ソフトバンク鹿児島湧水ソーラーパーク       | 32.3       | 2017年6月  | 鹿児島県湧水町                 | 鹿児島湧水ソーラーパーク合同会社             |
| 霧島サンデー発電所                         | 41.0       | 2017年8月  | 鹿児島県霧島市                 | Solariant Portfolio Two合同会社              |
| ソーラーファーム南さつま発電所             | 30.7       | 2019年11月 | 鹿児島県南さつま市             | 合同会社ソーラーファーム南さつま             |
| 鹿屋大崎ソーラーヒルズ太陽光発電所         | 100.0      | 2020年3月  | 鹿児島県鹿屋市・大崎町         | 鹿屋大崎ソーラーヒルズ合同会社               |
| JREさつま太陽光発電所                      | 54.2       | 2023年1月  | 鹿児島県さつま町               | 合同会社JREインベンスメント2号               |

## 傾斜地の規制
2021年、傾斜地にある太陽光パネルが豪雨などで崩落する事故があいついでいたため、規制が検討されることになった。